# Accidentul de la Seveso

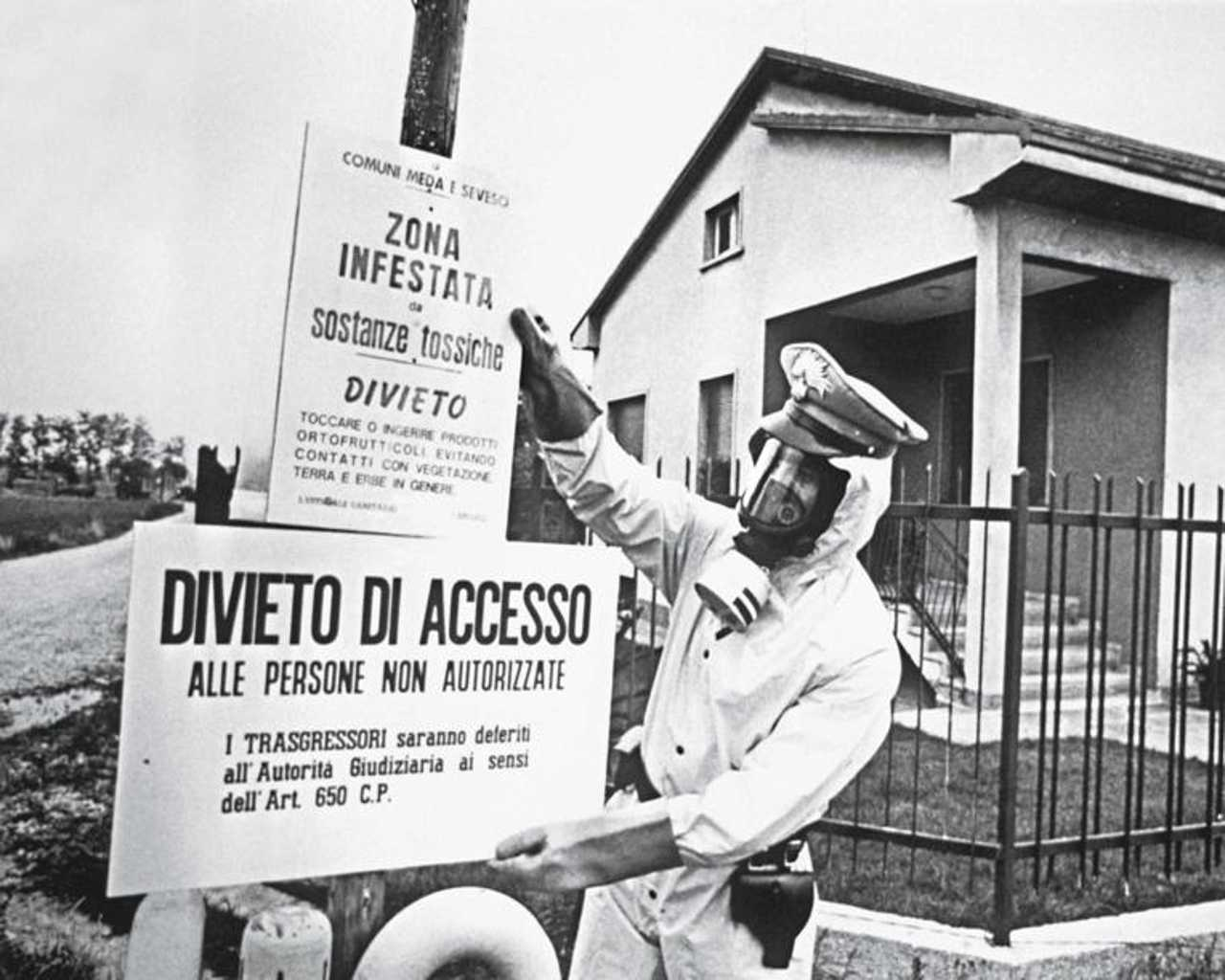
Accesul zonei a fost interzis

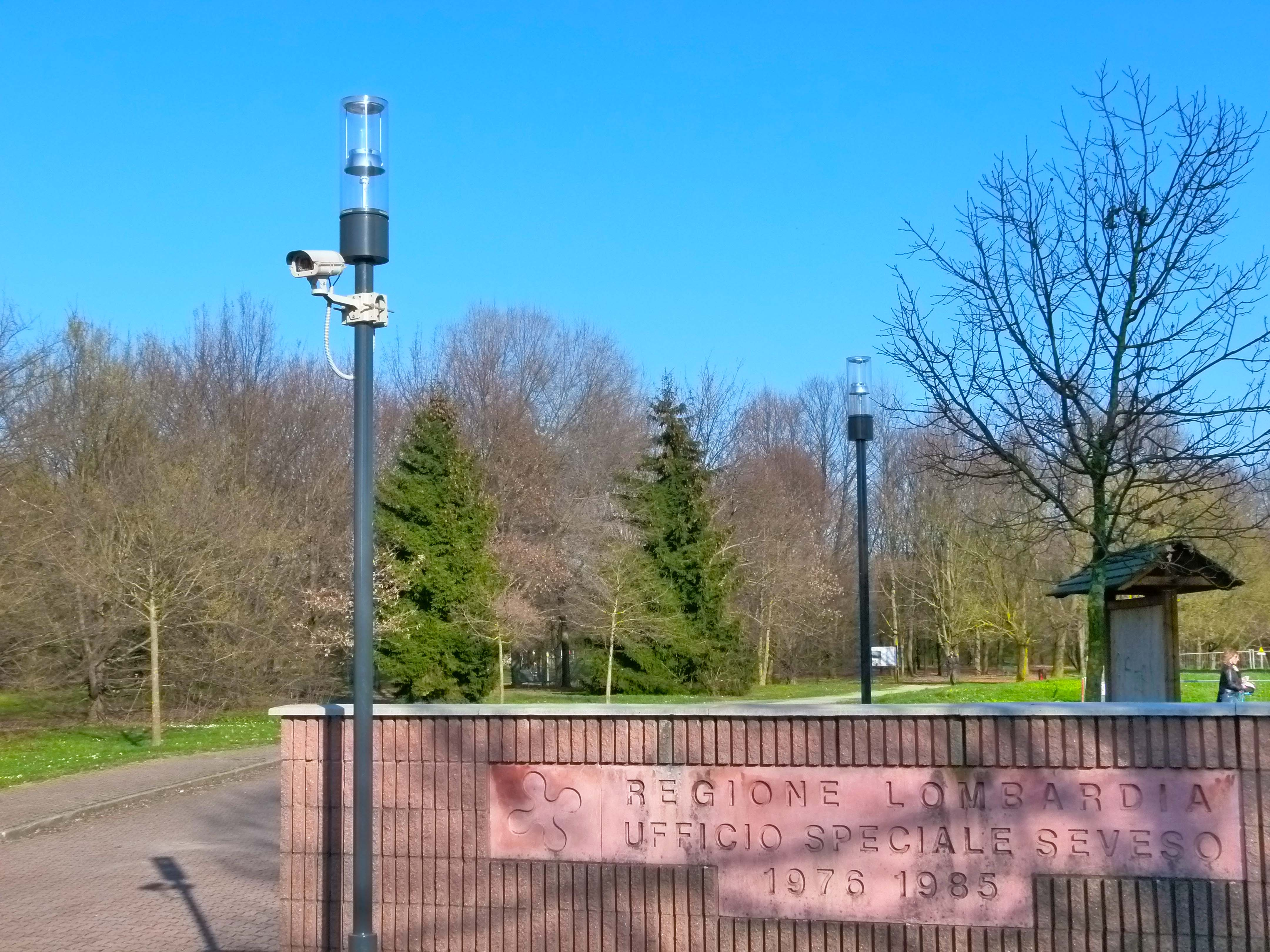
Parcul Natural Bosco delle Querce ("Pădurea de stejari"), amenajat în zona cea mai afectată de dezastru. Aici se află două rezervoare pline de reziduu toxic și îngropate

Accidentul de la Seveso a fost un accident industrial de mare amploare, care a avut loc, la 10 iulie 1976, la un reactor chimic din incinta unei fabrici de pesticide din nordul Italiei.
A fost eliberat în atmosferă un nor de dioxină, o substanță cunoscută pentru efectele ei cancerigene.
37.000 de persoane au intrat în contact cu aerul contaminat, au fost găsite mii de animale moarte, iar solul a fost contaminat.
Zona afectată (circa 18 km2) cuprindea în special orașul Seveso, aflat la 15 km de Milano, oraș care ulterior a fost evacuat.
În acea zonă au fost îngropate două tancuri de mari dimensiuni în care au fost stocate cadavrele animalelor afectate, reziduurile fabricii și porțiuni de sol contaminat și apoi a fost amenajat un parc natural.
Gravitatea accidentului (unii l-au comparat ca efect cu explozia de la Hiroshima) a determinat Consiliul Europei să emită așa-numita Directivă Seveso, prin care s-au introdus reglementări stricte privind producerea și stocarea a cca 80 de substanțe considerate foarte periculoase.